# Happy Songs for Happy People
Happy Songs for Happy People är det fjärde studioalbumet från det skotska bandet Mogwai, släppt 2003.

## Låtlista
På låtarna "Hunted by a Freak" och "Killing All the Flies" sjunger Barry Burns och på "Boring Machines Disturbs Sleep" sjunger John Cummings.
1. "Hunted by a Freak" – 4:18
2. "Moses? I Amn't" – 2:59
3. "Kids Will Be Skeletons" – 5:29
4. "Killing All the Flies" – 4:35
5. "Boring Machines Disturbs Sleep" – 3:05
6. "Ratts of the Capital" – 8:27
7. "Golden Porsche" – 2:49
8. "I Know You Are But What Am I?" – 5:17
9. "Stop Coming to My House" – 4:53
10. "Sad DC" - 4:34 (Bonusspår på den japanska utgåvan)